# 謝列哥·保域
謝列哥·保域（塞尔维亚语：／，1961年9月13日—）是一位波斯尼亞前足球員，曾任英超球隊利物浦的助理教練，在2018年4月離任。
前利物浦領隊祖根·高普稱保域是教練團隊的「大腦」，自己是「心臟」，而另一位助教卡維斯（Peter Krawietz）是「眼睛」。多蒙特賴以成功的快速踢法亦是保域的功勞。

## 生平

### 球員
保域生於南斯拉夫奧馬爾斯卡（現屬波斯尼亞）。他曾效力南斯拉夫甲組的班查魯卡玻拉斯，並在這裏嬴得1988年的南斯拉夫盃冠軍。
1991年，保域加盟德乙的紅白埃爾福特。一年後紅白埃爾福特降班，保域便轉會到緬恩斯，並認識了同樣效力緬恩斯的高普。

### 教練
1998年，保域在諾伊基興體育會掛靴，並成為該隊的教練。2001年，保域離開諾伊基興，跟隨前隊友祖根·高普到緬恩斯擔當助理教練。保域在緬恩斯的七年期間，緬恩斯成功升班上德甲，更取得歐洲足協盃的參賽資格。
2008年，保域跟隨高普到多蒙特擔任助理教練。期間，多蒙特不但嬴得2011、2012年連續兩屆德甲冠軍，亦得到2012年德國盃冠軍、2008、2013、2014年三屆德國超級盃冠軍，以及打入2013年欧冠決賽。 2013年開始，保域在多蒙特擔任助教的同時，亦為塞族共和國足球代表隊做主教練。
2015年10月，利物浦委任高普做領隊，保域亦跟隨高普擔任助理教練。
2018年4月，在利物浦歐聯對陣羅馬前夕，保域因「私人理由」離隊，餘下賽季都不會出現。2019年，利物浦正式宣佈保域離任助教一職。

## 榮譽
班查魯卡玻拉斯足球會：
- 南斯拉夫盃冠軍：1987–88

## 引用來源
1. 1 2  . The Guardian. 2018-04-30  [2018-05-01]. （原始内容存档于2018-04-30）.
2. 1 2  . 2015-10-14  [2015-12-05]. （原始内容存档于2015-12-08）.
3. 1 2  . Football Association of Republika Srpska.   [2017-07-14]. （原始内容存档于2017-09-05）.（塞爾維亞文）
4. ↑  . fussballdaten.de.   [2017-07-20]. （原始内容存档于2009-03-03）.
5. ↑  . worldfootball.net.   [2012-04-07]. （原始内容存档于2013-06-14）.
6. ↑  . kicker.   [2014-01-17]. （原始内容存档于2016-09-18） （德语）.
7. ↑  . Liverpool F.C.   [2015-10-12]. （原始内容存档于2015-10-11）.
8. ↑  . BBC Sport. 2018-04-30  [2018-05-01]. （原始内容存档于2018-04-30）.
9. ↑  . Liverpool Echo. 2019-01-20  [2019-04-16]. （原始内容存档于2019-04-18）.